# اچ‌دی ۴۵۳۵۰
اچ‌دی ۴۵۳۵۰ یک ستاره است که در صورت فلکی ارابه‌ران قرار دارد.